# نقض حقوق زنان توسط جمهوری اسلامی ایران
نقض حقوق زنان توسط نظام جمهوری اسلامی ایران از مسائلی است که همواره توسط رسانه‌ها و سازمان‌های مختلف مطرح شده است.

## نقض حقوق زنان در قانون‌های اسلامی

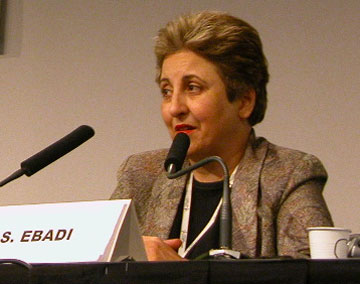
شیرین عبادی، حقوق‌دان، قاضی سابق و فعال حقوق بشر ایرانی، نخستین زن قاضی و نخستین ایرانی برنده جایزه صلح نوبل است. او از بنیان‌گذاران کانون مدافعان حقوق بشر و انجمن حمایت از حقوق کودکان بوده و وکالت بسیاری از مخالفان سیاسی را بر عهده داشته است. عبادی به دلیل فعالیت‌هایش در دفاع از حقوق زنان و کودکان مورد تقدیر جهانی قرار گرفت و از سال ۱۳۸۸ در خارج از ایران زندگی می‌کند.

زنان در جمهوری اسلامی ایران از حقوق برابر با مردان برخوردار نیستند. از جمله این نابرابری‌ها می‌توان به موارد زیر اشاره کرد:
1. پوشش اجباری سر و بدن[۳][۴][۵][۶][۷][۸][۹]
2. برابری دو زن با یک مرد در موارد نیاز به شاهد در دادگاه‌ها[۱۰][۱۱]
3. نداشتن اجازه خروج از کشور بدون اجازه شوهر[۱۲][۱۳]
4. نصف بودن دیه زن نسبت به مرد[۱۴][۱۵]
5. نصف بودن سهم الارث زن نسبت به مرد[۱۶][۱۷][۱۸]
6. ممنوعیت ورود بانوان به ورزشگاه‌ها یا انتخاب گزینشی و محدود برای دسترسی به ورزشگاه[۱۹][۲۰][۲۱][۲۲][۲۳][۲۴][۲۵]
7. ممنوعیت سقط جنین[۲۶][۲۷][۲۸] و توبکتومی و هیسترکتومی، ممنوع بودن وسایل جلوگیری از بارداری بجز قرص و کاندوم و آیودی[۲۹][۳۰]
8. ممنوع بودن آواز خواندن زنان[۳۱][۳۲][۳۳]
9. درآمد کاری کمتر و نابرابر با مردان[۳۴][۳۵][۳۶][۳۷]
10. ممنوع بودن موتورسواری برای زنان و عدم صدور گواهینامه برای بانوان[۳۸][۳۹][۴۰][۴۱][۴۲][۴۳]
11. ممنوعیت دوچرخه سواری برای بانوان[۴۴][۴۵][۴۶]

## اعتراضات زنان در اسفند ۱۳۵۷

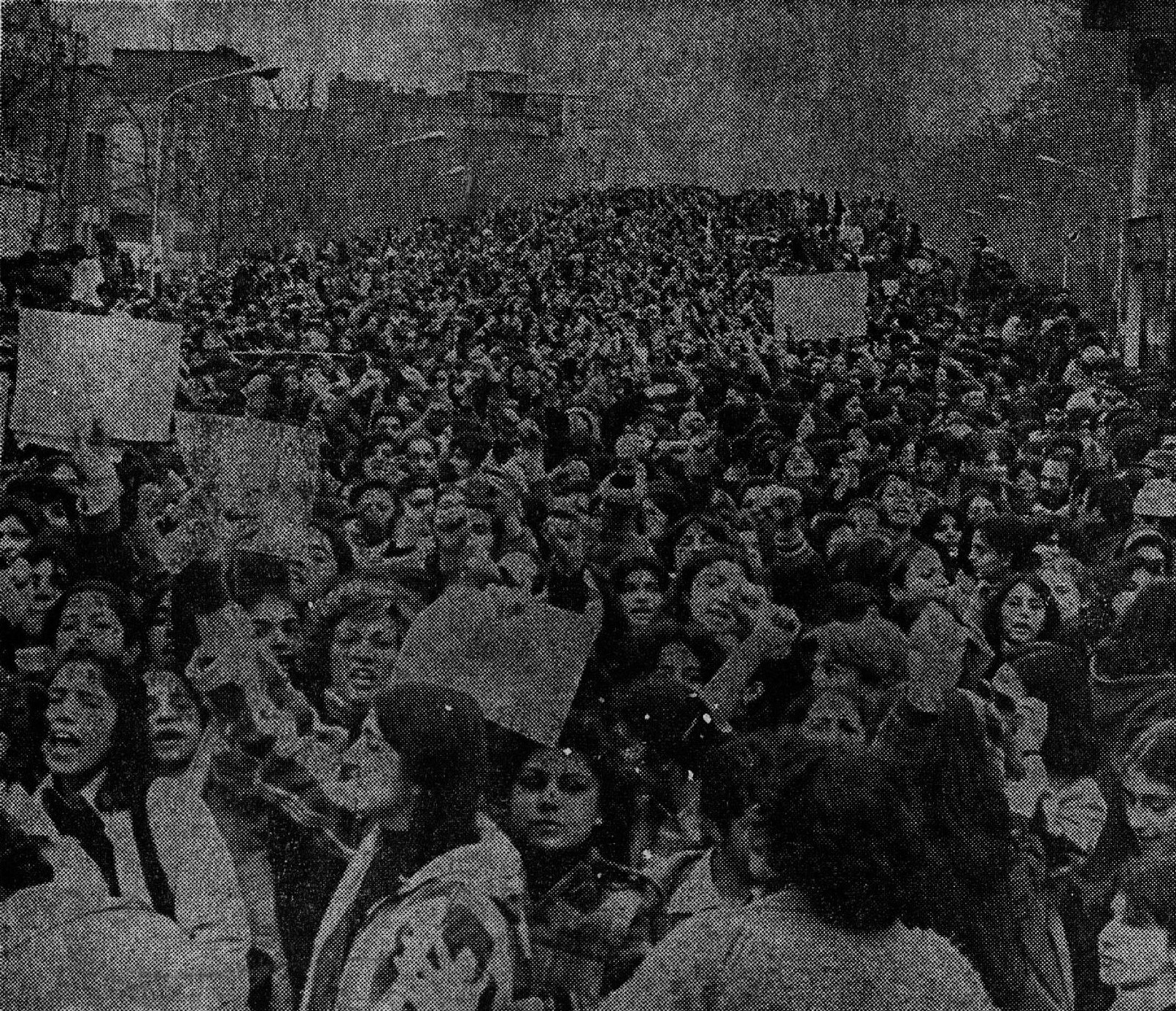
تظاهرات زنان در تهران در روز ۱۹ اسفند ۱۳۵۷ در ادامه روز جهانی زنان و در اعتراض به تحمیل حجاب اجباری

پس از پیروزی انقلاب ۱۳۵۷، دفتر روح‌الله خمینی قانون حمایت خانواده را لغو و حجاب را برای زنان کارمند اجباری کرد. در پی این تصمیم، زنان بسیاری دست به اعتراض زده و از ورود بدون حجاب به محل کار منع شدند. در ۸ مارس ۱۹۷۹، هم‌زمان با روز جهانی زن، هزاران زن در تهران علیه حجاب اجباری تظاهرات کردند که این اعتراضات شش روز ادامه یافت.

## بازداشت کنشگران حقوق زنان در سال ۱۳۸۵
در اسفند ۱۳۸۵ و ۵ روز مانده به روز زن، ۳۳ تن از فعالان حقوق زنان در ایران طی تجمعی آرام مقابل دادگاه انقلاب تهران بازداشت و به اوین منتقل شدند. بازداشت گروهی فعالان حقوق زنان واکنش‌های اعتراضی گسترده‌ای در داخل و خارج از ایران به دنبال داشت. لوئیز آربور کمیسیونر حقوق بشر سازمان ملل یکی از کسانی بود که به این دستگیری اعتراض کرد.

## مخالفت خامنه‌ای با سند ۲۰۳۰ یونسکو
در تاریخ ۲۳ خرداد ۱۳۹۶ شورای انقلاب فرهنگی دولت ایران اجرای سند ۲۰۳۰ یونسکو را از دستور کار دولت خارج کرد. این تصمیم بعد از آن گرفته شد که سید علی خامنه‌ای رهبر نظام جمهوری اسلامی ایران در ۱۷ اردیبهشت ۱۳۹۶ اجرای این سند را «غیرمجاز» اعلام کرد.
خامنه‌ای در انتقاد از از سند یونسکو همچنین گفته است: «اینجا جمهوری اسلامی ایران است و در این کشور مبنا اسلام و قرآن است. اینجا جایی نیست که سبک زندگی معیوب و ویرانگر و فاسد غربی بتواند اعمال نفوذ کند. در نظام جمهوری اسلامی پذیرش چنین سندی، معنا ندارد.»

## سرکوب دختران معترض به حجاب اجباری اسلامی

### تحقیر زنان مخالف حجاب اجباری توسط خامنه‌ای
علی خامنه‌ای در سخنانی زنان مخالف حجاب اجباری اسلامی، را «حقیر» و «فریب‌خورده» خواند. او نیز درباره‌ی خیزش شهریور بیان کرد که: "آن‌همه هزینه، فکر و تبلیغات کردند که در نتیجه آن چند دختر فریب بخورند و در گوشه‌وکنار روسری از سر بردارند و همه تلاش‌هایشان در این نتیجه کوچک و حقیر خلاصه شد که این، مسئله‌ای نیست اما آنچه بنده را حساس می‌کند، طرح مسئله حجاب اجباری از دهان برخی خواص است."

## نقض حقوق زنان از جهت باروری
بر پایه گزارش سازمان دیده‌بان حقوق بشر، طرحی که با نام «جوانی جمعیت و حمایت از خانواده» در دستور کار دولت جمهوری اسلامی، قرار گرفته، حقوق زنان را بیش از پیش، نقض می‌کند.
این سازمان، همچنین، قانون مصوب مجلس شورای اسلامی ایران برای «افزایش جمعیت»، ناقض حقوق حقوق بانوان دانسته که تندرستی و زندگی‌شان را به خطر می‌اندازد. تشویق سران حکومت جمهوری اسلامی به افزایش جمعیت، در حالی است که ایران با چالش‌های عمده‌ای نظیر فقر، کم‌آبی و بیکاری… روبه‌روست.

## ممنوعیت یا ورود محدود بانوان به ورزشگاه‌های ایران

سحر خدایاری معروف به دختر آبی دختری هوادار استقلال بود که در اعتراض به ممنوعیت ورود زنان به ورزشگاه‌های فوتبال اقدام به خودسوزی کرد و درگذشت.

## کوتاهی در قانونی کردن لایحه تأمین امنیت زنان

رومینا اشرفی، نوجوان 14 ساله اهل تالش، به دلیل مخالفات خانواده با ازدواج او از خانه گریخت، اما پس از دستگیری، به پدرش تحویل داده شد و توسط او با داس به قتل رسید. قاتل او به 9 سال حبس محکوم شد. قاتل با اطلاع از اینکه قتل فرزند در قانون قصاصی ندارد، مرتکب این جرم شد.

دبیرکل حزب اتحاد ملت ایران اسلامی در توییتی نوشت: «مونا حیدری این بار در خوزستان، قربانی دیگر قتل‌های ناموسی می‌شود؛ چرا که لایحه تأمین امنیت زنان در ایران پس از سال‌ها رفت و برگشت بین نهادهای مسئول [جمهوری اسلامی] معطل مانده است». وی به سرانجام نرسیدن لایحه رومینا و تئوریزه و بازتولید شدن خشونت بر ضد زنان را از دلایل تکرار قتل‌های ناموسی دانست.
.
برخی از فعالان حقوق زنان، متهم ردیف اول پرونده قتل مونا حیدری (قتل ناموسی در ایران) را حکومت دینی‌ای دانستند که این‌گونه قتل‌ها را مجاز می‌شمارد.
بر طبق ماده ۳۰۲ قانون مجازات اسلامی ایران، در صورتی که شوهری، زن خود را هنگام رابطه جنسی با مرد بیگانه مشاهده کند و یقین داشته باشد که این رابطه جنسی، از روی اجبار نیست، می‌تواند با کشتن همسر خود و مرد بیگانه، از مجازات در امان باشد.

## زن، زندگی، آزادی
در ایران، پس از کشته شدن مهسا (ژینا) امینی به دست مأموران گشت ارشاد و در خیزش سراسری پس از آن، این شعار از سوی معترضان سر داده شد. این شعار در میانه خاکسپاری مهسا امینی در سقز سر داده شد و در کمتر از چند ساعت در خیابان‌ها و صحن دانشگاه‌های ایران طنین انداخت و به سرعت به شناسنامه جنبشی جوان در ایران تبدیل شد.
شعار «زن، زندگی، آزادی» (ژن، ژیان، ئازادی) نخستین بار توسط زنان مبارز کرد در کردستان ترکیه استفاده شد و سپس در جنگ علیه داعش به کار رفت. این شعار پس از کشته شدن مهسا امینی در اعتراضات سراسری ایران به یکی از شعارهای اصلی معترضان تبدیل شد و در تجمعات بین‌المللی نیز گسترش یافت. سازمان ملل سرکوب زنان ایران را مصداق جنایت علیه بشریت دانسته است. ریشه این شعار به جنبش آزادی‌بخش کردستان و ایدئولوژی عبدالله اوجالان بازمی‌گردد. همچنین در فیلم «دختران خورشید» و در زندان اوین توسط شیرین علم‌هولی، زندانی سیاسی اعدام‌شده، به کار رفته است.

مهسا امینی: شهروند دختر 21 ساله ایرانی که در 22ام شهریورماه 1401 از سوی مامورین گشت اخلاق موسوم به گشت ارشاد ایران توسط ضربات باتوم ماموران کشته شد. قتل او زمینه ساز اعتراضات سراسری 1401 علیه جمهوری اسلامی شد. او همراه با شعار زن، زندگی، آزادی مشهور می‌باشد.

## جنبش من هم در ایران
در سال ۲۰۱۷ هشتگ #MeToo علیه سوءاستفاده و آزار جنسی در سطح جهان ترند شد که مردم به‌وسیلهٔ آن جرایم جنسی افراد قدرتمند یا مشهور را در اینترنت برملا کردند. این جنبش دامن شخصیت‌های مشهوری چون هاروی واینستین را گرفت. علی‌رغم معدود هشتگ‌هایی که همان موقع حتی به فارسی زده می‌شد، مثلاً استفادهٔ آناهیتا همتیِ بازیگر از این هشتگ بدون ذکر هیچ روایتی، این جنبش در مجموع در آن برههٔ زمانی در ایران فراگیر نشد. مقالهٔ مهزاد الیاسی در روزنامهٔ شرق در سال ۱۳۹۶، اولین مقاله‌ای در ایران بود که ضمن پرداختن به جنبش جهانی من هم، تجربهٔ شخصی خود نویسنده را هم دربارهٔ آزارهای جنسی بیان می‌کرد که بنا بر آن الیاسیِ ۲۱ ساله در اوایل دههٔ ۱۳۸۰، پیشنهادهای جنسی یک کارگردان مطرح را — که در مقاله ناشناس می‌ماند — رد کرده بود. مقالهٔ الیاسی، جز یک مورد، هیچ واکنشی بر نینگیخت. الیاسی در مقالهٔ دیگری که چند ماه بعد باز در شرق منتشر کرد به اشتباه بودن روایتگری‌اش «اعتراف» کرد و نوشت «شاید هنوز برای ما [ایرانیان] زود است» و من هم، حداقل در این برهه، مختص سفیدپوستان ثروتمند است. سید علی خامنه‌ای، رهبر ایران، در سخنرانی ۱۷ اسفند ۱۳۹۶ به مناسبت میلاد فاطمهٔ زهرا ضمن اشاره به این جنبش، حجاب را بهترین راهکار برای جلوگیری از سوءاستفاده‌های جنسی رایج در غرب دانست. او گفت: «اسلام به وسیلهٔ حجاب در را بر روی آن مسیری که جنس زن را به این نقطهٔ انحراف برساند بسته است». ویدئویی از این سخنرانی که ۳ اکتبر ۲۰۱۸ (۱۱ مهر ۱۳۹۷) به زبان انگلیسی و به مناسبت سالگرد افشاگری نیویورک تایمز از قضیهٔ هاروی واینستین در اکانت توئیتر خامنه‌ای منتشر شد، با واکنش منفی رسانه‌های غربی مواجه شد که مغایرت این اظهارات را با افزایش آمار آزار و تعرض جنسی در ایران طی سال‌های اخیر و نیز جنبش دختران خیابان انقلاب در اعتراض به حجاب اجباری برجسته کرده بودند. از جمله مواردی که ایرانیان در شبکه‌های اجتماعی از این هشتگ برای بیان روایت‌ها و اعتراف‌هایشان استفاده کردند، سر رسوایی جنسی در دبیرستان دکتر معین بود که خرداد ۱۳۹۷ رسانه‌ای شد.

## سرکوب، بازداشت و زندان
«آیا می‌دانید که جنایاتی در زندان‌های جمهوری اسلامی به نام اسلام در حال وقوعند که شبیه آن در رژیم منحوس شاه، هرگز دیده نشد؟! آیا می‌دانید که تعداد زیادی از زندانی‌ها تحت شکنجه توسط بازجویانشان کشته شده‌اند؟! آیا می‌دانید که در زندان [شهر] مشهد، حدود ۲۵ دختر به خاطر آنچه بر آن‌ها رفته بود، مجبور به درآوردن تخمدان یا رحم شدند؟! آیا می‌دانید که در برخی زندان‌های جمهوری اسلامی، دختران جوان به زور، مورد تجاوز قرار می‌گیرند!»

نامه منتظری به خمینی پس از اطلاع از اعدام دسته‌جمعی زندانیان عقیدتی-سیاسی ایران در تابستان ۱۳۶۷.
1. حوریه فرج‌زاده، خواهر شهرام فرج‌زاده، یکی از امضا کنندگان بیانیهٔ ۱۴ زن کنشگر درون ایران است که از بیانیه ۱۴ فعال سیاسی برای کناره‌گیری خامنه‌ای از حکومت و نیز گذار از حکومت جمهوری اسلامی پشتیبانی کرد[۷۷][۷۸][۷۹][۸۰][۸۱][۸۲][۸۳][۸۴][۸۵][۸۶][۸۷][۸۸][۸۹] و به همین دلیل، در تاریخ ۲۰ مرداد ۱۳۹۸ در مشهد بازداشت شد.[۹۰][۹۱][۹۲][۹۳][۹۴] او در مهر ۱۳۹۸ با قرار وثیقه آزاد شد؛[۹۵] ولی دوباره در تاریخ ۵ دی ۱۳۹۸، در حالی که برای برگزاری مراسم چهلم «پویا بختیاری» به بهشت سکینه کرج رفته بود، توسط نیروهای امنیتی، بازداشت شد.[۹۶][۹۷]
2. شیما بابایی به دلیل اعتراضات گوناگون به حکومت جمهوری اسلامی و برخی از کنشگری‌هایی مدنی، بارها از سوی سازمان اطلاعات سپاه، اداره اطلاعات و نیز پلیس امنیت بازداشت شد؛[۹۸][۹۹][۱۰۰][۱۰۱][۱۰۲][۱۰۳][۱۰۴][۱۰۵][۱۰۶][۱۰۷][۱۰۸][۱۰۹][۱۱۰][۱۱۱]
3. همسر عباس واحدیان شاهرودی یعنی شهلا جهان‌بین در روز (یکشنبه ۲۷ مرداد ۱۳۹۸) بازداشت شد.[۱۱۲]
4. فاطمه سپهری در تاریخ ۱۴ مرداد ۱۳۹۸، یکی از امضا کنندگان بیانیهٔ ۱۴ زن کنشگر درون ایران[۱۱۳][۱۱۴][۱۱۵][۱۱۶][۱۱۷][۱۱۸] است که از بیانیه ۱۴ فعال سیاسی برای کناره‌گیری خامنه‌ای از حکومت و نیز گذار از حکومت جمهوری اسلامی ایران پشتیبانی کرد[۱۱۹][۱۲۰] و پس از آن، در ۲۰ مرداد ۱۳۹۸ به همراه برادرش محمد حسین سپهری به دست مأموران امنیتی در مشهد، بازداشت شد[۱۲۱][۱۲۲][۱۲۳][۱۲۴][۱۲۵][۱۲۶][۱۲۷][۱۲۸][۱۲۹] و ابتدا به بازداشتگاه ادارهٔ اطلاعات مشهد و سپس به زندان مرکزی (وکیل‌آباد) مشهد، منتقل شد.[۱۳۰]
5. چهار فعال حقوق زنان به نام‌های مریم محمدی، ناهید شقاقی، اکرم نصیریان و اسرین درکاله، در ۱۹ آذر ۱۳۹۸ به اتهام «اجتماع و تبانی»، «تبلیغ علیه نظام» و «تظاهر به عمل حرام با مصداق بی‌حجابی» هر کدام به ۴ سال و ۲ ماه زندان محکوم شده بودند، که در روز سه‌شنبه ۲۷ اسفند ۱۳۹۸ برای اجرای حکم فراخوانده شدند.[۱۳۱]
6. «فاطمه اسما اسماعیل‌زاده» همسر امیرمهدی ادیب موحد (زندانی سیاسی سابق) در ارتباط با پروندهٔ سیاسی همسرش، بارها از سوی اداره‌کل اطلاعات خراسان جنوبی تهدید، بازداشت و بازجویی شد، «سیده فاطمه اسما اسماعیل‌زاده» به اتهامات تبلیغ علیه نظام و توهین به رهبری، محاکمه گردیده و از ۵دی‌ماه ۱۳۹۸ تا ۷ تیرماه ۱۳۹۹، به مدت بیش‌از شش ماه بازداشت بوده است.[۱۳۲][۱۳۳][۱۳۴][۱۳۵][۱۳۶][۱۳۷][۱۳۸][۱۳۹][۱۴۰][۱۴۱][۱۴۲][۱۴۳]
7. مریم ابراهیم وند، نویسنده، کارگردان و تهیه‌کننده سینما که به دلیل تهیه فیلم «۲۴ سپتامبر» از تاریخ ۳۱ تیر ۹۷ در زندان به‌صورت بلاتکلیف به‌سر می‌برد، از روز دوشنبه ۱ اردیبهشت ۱۳۹۹ در اعتراض به تداوم بازداشت و بلاتکلیفی، عدم برخورداری از حق داشتن وکیل، عدم اجازه مطالعه پرونده و دخالت نهادهای امنیتی در روند رسیدگی به پرونده دست به اعتصاب غذا زده است.[۱۴۴]
8. نرگس محمدی از ۱۵ اردیبهشت ۹۴ برای سپری کردن محکومیت ۱۶ ساله خود زندانی است. شش سال این محکومیت به دلیل تبلیغ علیه نظام و ۱۰ سال دیگر به خاطر فعالیت او در کمپین «گام به گام تا لغو مجازات اعدام» صادر شده است.[۱۴۵]
9. در ۱۷ اردیبهشت ۱۳۹۹ رها احمدی، فعال حقوق زنان، به اتهام «اجتماع و تبانی» به ۲ سال زندان محکوم شد. وی از ۹ ماه پیش در بازداشت موقت بوده و حتی یک روز هم به مرخصی نرفته است.[۱۴۶]
10. در ۱۷ اردیبهشت ۱۳۹۹ نسرین جوادی، از بازداشت شدگان روز جهانی کارگر سال ۹۸، به اتهام «اجتماع و تبانی برای اقدام علیه امنیت کشور» به ۵ سال زندان محکوم شد.[۱۴۷]
11. ۲۶ اردیبهشت ۱۳۹۹ ژیلا کرم زاده مکوندی، فعال مدنی به صورت غیابی و بدون تشکیل جلسه دادرسی به اتهام «اجتماع و تبانی به قصد برهم زدن امنیت کشور» و «فعالیت تبلیغی علیه نظام» به ۶ سال زندان محکوم شد.[۱۴۸]
12. ۲۷ اردیبهشت ۱۳۹۹ فریبا عادل‌خواه به ۶ سال زندان به اتهام «اجتماع و تبانی برای اقدام علیه امنیت ملی» و «تبلیغ علیه نظام» محکوم شد.[۱۴۹]
13. ۲۶ اردیبهشت ۱۳۹۹ مژگان کاوسی به ۵ سال و ۹ ماه زندان محکوم شد. وی در ۲۹ آبان ۱۳۹۸ در اعتراضات سراسری در خانه‌اش در نوشهر بازداشت شده بود.[۱۵۰]
14. ۳ خرداد ۱۳۹۹ سهیلا حجاب به اتهام‌های «تبلیغ علیه نظام، اجتماع و تبانی، تشویش اذهان عمومی به قصد آشوب و تشکیل گروه غیرقانونی» در مجموع به ۱۸ سال زندان تعزیری محکوم شد. بنا بر گفته یک منبع مطلع به خبرگزاری هرانا، موقع خروج سهیلا حجاب از دادگاه در جلوی دادگستری مأموران اطلاعات سپاه او را دستگیر و مورد ضرب و شتم قرار دادند، به‌طوری که یکی از آنها که بازجوی سابق وی بوده موهای او را گرفته و روی زمین کشیده و داخل ماشین سپاه می‌اندازد و به زندان قرچک ورامین منتقل می‌کنند.[۱۵۱] از سه‌شنبه ۲۷ خرداد ۱۳۹۹ سهیلا حجاب در اعتراض به نگهداری خود در زندان قرچک ورامین و عدم انتقال به زندان اوین دست به اعتصاب غذا زده است.[۱۵۲]
15. ۱ خرداد ۱۳۹۹ سپیده فرهان به اتهام اجتماعی و تبانی علیه امنیت کشور به ۲ سال زندان تعزیری محکوم شد. وی در ۱۱ دی ۱۳۹۸ بازداشت شده بود و هم‌اکنون در زندان اوین زندانی می‌باشد.[۱۵۳]
16. ۲ مرداد ۱۳۹۹ یاسمین حنیفه طباطبایی، فعال سیاسی و از اعضای شورای جبهه دموکراتیک ایران، در حالی که در ۲۲ تیر به صورت غیرعلنی و بدون حضور وکیل محاکمه شده بود، به اتهام «تبانی و تبلیغ علیه نظام» به یک سال زندان، چهار ماه کار اجباری در خانه سالمندان، و دو سال محرومیت از فعالیت سیاسی، شرکت در احزاب، و دسته‌جات محکوم شد.[۱۵۴]
17. شهین خاکپور، فعال سیاسی ساکن شیراز، به ۱۸ سال زندان محکوم و در ۵ مهر ۱۳۹۹ این حکم به اجرا گذاشته شد. حکم وی در ۲۰ شهریور تأیید شده بود.[۱۵۵]
18. ۲۲ آذر ۱۳۹۹ دو فعال حقوق زنان به نام‌های هدی عمید، وکیل دادگستری و فعال حقوق زنان، به هشت سال زندان و دو سال محرومیت از برخی حقوق اجتماعی از جمله اشتغال به وکالت دادگستری، و نجمه واحدی، دانش‌آموخته جامعه‌شناسی و فعال حقوق زنان، به هفت سال زندان و دو سال محرومیت از برخی فعالیت‌های اجتماعی به اتهام «همکاری با دولت متخاصم آمریکا علیه جمهوری اسلامی در موضوع زنان و خانواده» محکوم شدند.[۱۵۶]
19. صبا کردافشاری به اتهام نداشتن حجاب (اسلامی)، بازداشت و از سوی دادگاه انقلاب به ۲۴ سال زندان، محکوم شد.[۱۵۷]
20. زهرا محمدی، به پنج سال زندان به اتهام تشکیل دسته و جمعیت به قصد برهم زدن امنیت ملی محکوم شده بود. در ۱۹ دی ۱۴۰۰ وی در مراجعه به دایره اجرای احکام زندان سنندج بازداشت شد و برای اجرای ۵ سال حکم حبس به بند زنان زندان سنندج منتقل شد.[۱۵۸][۱۵۹]
21. عالیه مطلب‌زاده، عکاس و فعال حقوق زنان به اتهام «اجتماع و تبانی علیه امنیت کشور و تبلیغ علیه نظام» به سه سال حبس محکوم شده و از مهر ۱۴۰۰ در زندان به‌سر می‌برد. وی را در روز دوشنبه ۲۱ دی از زندان اوین به زندان قرچک ورامین تبعید کردند.[۱۶۰]
22. در بهمن ۱۴۰۰ شکیلا منفرد، زندانی سیاسی در زندان قرچک ورامین، در پی «پرونده‌سازی» در دوران حبس و با طرح اتهام‌هایی چون «نشر اکاذیب» و «عضویت در گروه‌های مخالف نظام» به دو سال و هشت ماه زندان و پرداخت ده میلیون تومان جزای نقدی محکوم شد.[۱۶۱]
23. سمانه نوروز مرادی (با نام کاربری «زئوس»)؛ کنشگر سیاسی پادشاهی‌خواه به حکم دادگاه انقلاب تهران به ۸ سال حبس محکوم شد.[۱۶۲]
24. روز سه‌شنبه ۳۰ آبان ۱۴۰۲ آتفه چهارمحالیان، شاعر و فعال مدنی، خبر داد که به دلیل اینکه در یک سال حبس تعلیقی نه عفو را پذیرفته و نه قلم از کف نهاده است، به اجرای ۲ سال و ۸ ماه حبس تعزیری محکوم شد.[۱۶۳]
25. ۲۵ بهمن ۱۴۰۲ دو زندانی سیاسی هوادار سازمان مجاهدین خلق ایران، مرضیه فارسی ۵۸ ساله و فروغ تقی‌پور ۲۹ ساله متهم به «بغی» و ظن «عضویت در گروه‌های مخالف نظام» به ۱۵ سال حبس محکوم شدند.[۱۶۴][۱۶۵][۱۶۶]

## تجاوز جنسی به زنان

تصویری از نیکا شاکرمی - دختر کشته شده در اعتراضات شهریورماه که توسط مامورین سپاه پاسداران به قتل رسید.

تجاوز جنسی به زندانیان در ایران در دوره‌های مختلف به عنوان ابزاری برای شکنجه و سرکوب گزارش شده است. در دهه ۶۰، حسینعلی منتظری به تجاوز به دختران زندانی اعتراض کرد و در بازداشتگاه کهریزک نیز مواردی از آزار جنسی ثبت شده است. بازداشت‌شدگان اعتراضات ۸۸ و متهمان پرونده وبلاگ‌نویسان نیز از تهدید و تعرض جنسی خبر داده‌اند. این اقدامات آسیب‌های روانی شدیدی بر قربانیان داشته و بسیاری از آنها از بیان تجربه خود خودداری کرده‌اند. حکومت ایران در مواردی مانند پرونده زهرا کاظمی نیز به اعمال تجاوز برای شکنجه متهم شده است. این اتهامات همواره واکنش‌های گسترده‌ای را به دنبال داشته است.

«عکس‌های پزشکی قانونی زنجان، نشان می‌دهد که تن من از شانه و سینه تا بازو و ران پا چگونه توسط مردان [زندانبان] دریده شده بود…. من بارها و بارها، چه در سلول‌های انفرادی و چه در بند عمومی زندان اوین، حتی در بند عادی زنان زندان زنجان، روایت‌هایی از تعرض‌های [جنسی] مردان حکومت جمهوری اسلامی ایران نسبت به زنان را شاهد بوده‌ام و شنیده‌ام». نرگس محمدی

## کشتار
- مهسا امینی در ۲۲ شهریور ۱۴۰۱ پس از ضرب و جرح به‌دست مأموران نیروی انتظامی در خودروی گشت ارشاد و بازداشتگاه وزرا به کما رفت.[۱۷۰] و چند روز بعد بر اثر ضربات متعدد باتوم ماموران گشت ارشاد در بیمارستان کسری تهران درگذشت.[۱۷۱]
- در ۳۰ آبان ۱۴۰۱، عاطفه نعامی که در جریان خیزش ۱۴۰۱ ایران حضور فعال داشته‌بود، پیکر بی‌جان وی در تاریخ ۵ آذر در آپارتمانش پیدا شد. مأموران حکومتی، پیکرش را با «صحنه‌سازی خودکشی» در بالکن آپارتمانش واقع در منطقه عظیمیه کرج قرار دادند. خانواده نعامی خودکشی را به‌طور قطع تکذیب کرده‌اند.[۱۷۲] با وجود اینکه آثار ضرب و جرح بر پیکر او مشهود بود، مقامات امنیتی، دستور دفن فوری وی را صادر کردند. درنهایت، در ۷ آذر ۱۴۰۱، مأموران امنیتی پیکر عاطفه نعامی را مخفیانه، در سکوت خبری و با وجود مخالفت اعضای خانواده در بهشت‌آباد اهواز به خاک سپردند.
- نیکا شاکرمی، نوجوان معترض در خیزش ۱۴۰۱ ایران، در ۲۹ شهریور همان سال توسط نیروهای سپاه پاسداران[۱۷۳] ربوده شد. او پس از شکنجه، تجاوز و ضرب‌وشتم شدید، به قتل رسید و پیکرش پس از ۱۰ روز در کهریزک شناسایی شد. مأموران امنیتی سپس پیکر او را ربوده و مخفیانه به خاک سپردند. برخی گزارش‌ها از سرقت اعضای داخلی بدن او نیز خبر داده‌اند. بی‌بی‌سی در آوریل ۲۰۲۴ اعلام کرد که شواهدی از قتل او با باتوم در یک کامیون یخچال‌دار توسط سه مأمور سپاه پاسداران به دست آورده است.[۱۷۴][۱۷۵]
- زهرا کاظمی، خبرنگار کانادایی-ایرانی، در سال ۲۰۰۳ هنگام تهیه گزارش از تجمع خانواده‌های زندانیان مقابل زندان اوین بازداشت شد. او به دستور سعید مرتضوی و برخلاف نظر وزارت اطلاعات دستگیر شد و پس از ۱۸ روز در بازداشت، بر اثر ضربه مغزی جان باخت. مقامات دلیل مرگ را غش و برخورد سر با زمین اعلام کردند، اما این ادعا مورد تردید قرار گرفت. پرونده او به نتیجه‌ای نرسید و تنها متهم آن تبرئه شد. مرگ او باعث تنش دیپلماتیک بین ایران و کانادا شد.